# Burg Häme
Die Burg Häme (originalsprachlich Tavastehus slott (schwedisch) oder Hämeen linna (finnisch); deutsch historisch auch Schloss Tavastehus) ist eine Burg in Hämeenlinna (Tavastehus) in Finnland. Sie ist eines der wenigen Beispiele mittelalterlicher Backsteingotik in Finnland.

## Lage
Die Burg steht an der Küste des Vanajavesi-Sees im Stadtzentrum auf einem steil ansteigenden Moränenhügel. Die Burg stand ursprünglich auf einer Insel. Sie ist von einer großzügigen Grünfläche umgeben.

## Geschichte
In der ersten Hälfte des 13. Jahrhunderts unternahmen die Schweden unter Birger Jarl mehrere Kreuzzüge nach Finnland. Um die Ergebnisse dieses Kreuzzuges zu sichern, wurde die Burg von Häme erbaut. Die erste urkundliche Erwähnung der Burg datiert von 1308.
Wahrscheinlich war die Burg, gemeinsam mit der 10 km entfernten Burg Hakoinen sowie der Burg Wiborg und der Burg Turku Teil eines großen Bauprogramms, mit dem die Folkunger die schwedische Herrschaft über Finnland stärken wollten.

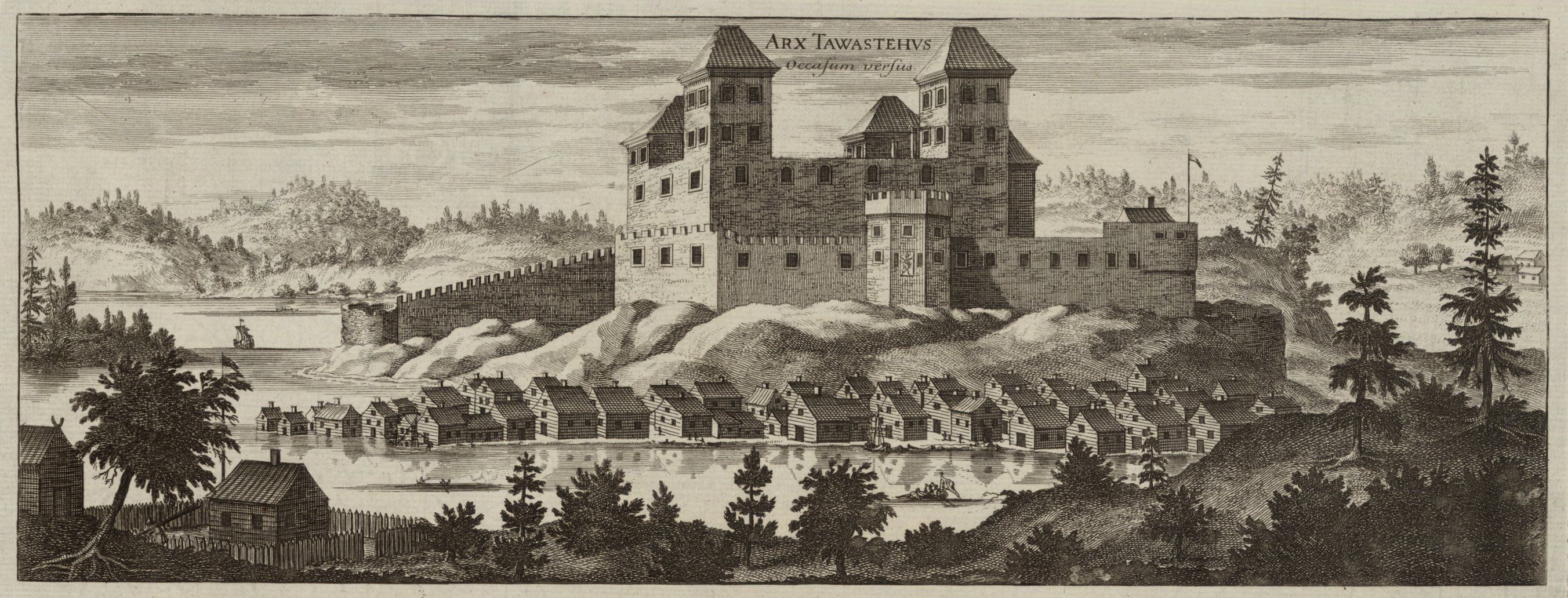
Burg Häme von Westen. Illustration aus Suecia antiqua et hodierna (1710)

Burg Häme entwickelte sich vom einfachen Kastell (ca. 1260) über eine Feldsteinburg (ca. 1270) zur Backsteinburg (ca. 1300–1450). Die Ecktürme wurden etwa 1480–1520 errichtet. Burg Häme war Sitz der Verwaltung der Region Häme.
Unter der Regierung von Gustav I. Wasa wurde die Burg modernisiert und zur Artilleriefestung ausgebaut. Im Jahr 1634 wurde die Verwaltung nach Helsinki verlegt. Damit verlor die Burg ihre Bedeutung. Bei einem Besuch der Burg im Jahr 1639 ordnete Per Brahe die Gründung der Stadt Hämeenlinna, nördlich der Burg, an.
Im nordischen Krieg wurde die Burg 1711 kampflos den anrückenden russischen Truppen übergeben. Nach dem Krieg wurde die Burg in den 1720er Jahren zur zentralen Kornkammer der Armee umgebaut und neben der Burg das Staatsbackhaus errichtet.
Im Russisch-Schwedischen Krieg wurde die Burg am 8. März 1808 von russischen Truppen kampflos übernommen. Die russischen Truppen begannen die Burg wieder zur Verteidigungsanlage auszubauen. Mit dem Friedensschluss fiel die Burg wieder an Schweden, das die begonnenen Bauarbeiten fortführte.
Im Jahr 1837 wurde in der Burg ein Gefängnis eingerichtet. Hierfür wurde die Burg umgebaut, auch das Umfeld der Burg wurde stark verändert. Die Verteidigungswälle aus dem 18. Jahrhundert wurden eingeebnet. Im Jahr 1871 wurde das neue Gebäude des Zentralgefängnisses neben der Burg errichtet. Das Gefängnis bestand bis 1953.

## Beschreibung
Rechnungsbücher der Burgverwaltung sind ab dem Jahr 1539 erhalten. Aussagen über den früheren Bauzustand basieren auf archäologischen Untersuchungen.

### Kastell (um 1260)
Das ursprüngliche Kastell bestand aus einer im Quadrat angelegten Ringmauer und drei Ecktürmen. Die Seitenlänge betrug 33 m, die Höhe 7 m. Das Kastell verfügte über einen Brunnen.

### Feldsteinburg (um 1270)
Nachdem die Burg Hakoinen zu Gunsten der Burg Häme aufgegeben worden war, wurde das Kastell zur Burg ausgebaut. Zwischen die vorhandenen Ecktürme wurden Steingebäude errichtet. Es entstand ein Innenhof mit den Abmessungen von 13 bis 14 m. Die Räume dieser Bauepoche bilden immer noch den Kern der Burg.

### Backsteinburg (ab 1300)
Um die Verteidigung der Burg zu verbessern, wurde ab 1300 der Hahnenturm errichtet. Dieser diente auch als Wohnturm. Er war das erste Bauelement aus Backstein. Auch für die Aufstockung der Burg wurden Backsteine verwendet. Es zeigen sich deutliche bauliche Gemeinsamkeiten mit Burgen in Mecklenburg. Diese sind vor allem in der Ornamentik vorhanden.

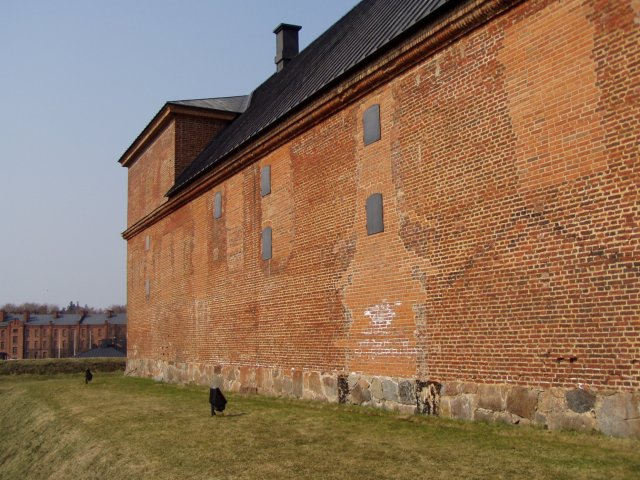
Die Außenmauer der Burg

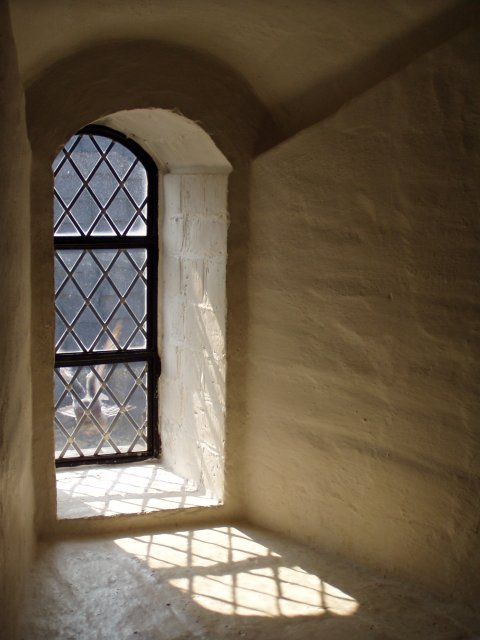
Fenster in der Außenmauer

Die letzte mittelalterliche Bauphase begann ab 1480. Anlass war der Einsturz der Nordecke. Die Fundamente der Feldsteinburg hatten die Belastung nicht mehr ausgehalten. Neben dem Wiederaufbau der Nordecke wurde auch der Nordwesttrakt umgestaltet und die übrigen Ecktürme verstärkt und aufgestockt.
Von 1539 bis 1570 wurde die Burg auf Anweisung von Gustav I. Wasa erweitert. Es wurden Kanonentürme errichtet, die äußeren Verteidigungsanlagen und die Wirtschaftsgebäude in Stand gesetzt. 1599 zerstört eine Pulverexplosion den Südturm, das anschließende Feuer vernichtet alle Holzbauwerke in der Burg. In den Jahren 1606–1611 folgt der Wiederaufbau der Burg.
Am 5. Juni 1659 beschädigte ein Feuer erneut die Burg. Die Burg wurde jedoch umgehend renoviert.
Die Ringmauer hatte nach dieser Ausbauphase eine Höhe von 8 m und eine Stärke von 1,5 m erreicht.

### Umwandlung in eine Garnisonsfestung (ab 1521)
Von der Reformierung des Schwedischen Königreiches unter König Gustav Vasa war auch Burg Häme betroffen. Die Verteidigungsanlagen wurden massiv modernisiert und die Burg selbst unter direkte Verwaltung des Königs gestellt. Damit endete die Zeit in der Burg Häme Sitz von adligen Würdenträgern war. 
Von 1539 bis 1570 wurde die Burg auf Anweisung von Gustav I. Wasa erweitert. Es wurden Kanonentürme errichtet, die äußeren Verteidigungsanlagen und die Wirtschaftsgebäude in Stand gesetzt. 1599 zerstört eine Pulverexplosion den Südturm, das anschließende Feuer vernichtet alle Holzbauwerke in der Burg. In den Jahren 1606–1611 folgt der Wiederaufbau der Burg.
Am 5. Juni 1659 beschädigte ein Feuer erneut die Burg. Die Burg wurde jedoch umgehend renoviert.
Die Ringmauer hatte nach dieser Ausbauphase eine Höhe von 8 m und eine Stärke von 1,5 m erreicht.
1626 wurde die Burg von König Gustav Adolf II und seiner Gattin Maria Eleonora besucht. Aus dieser Zeit stammt die Einrichtung und Namensgebung der Königshalle und der Gemächer für die Königin. 
Weitere Modernisierungen der Burg wurden während der Nordischen Kriege zwischen Schweden und Russland vorgenommen. 

### Umwandlung in ein Gefängnis (ab 1837)
Burg Häme hatte nachweislich seit dem Mittelalter auch Zellen für Häftlinge vorgehalten und besetzt. Nach dem letzten Nordischen Krieg wurde Finnland in ein Russisches Großherzogtum umgewandelt. Damit endete die militärische Bedeutung der Burg. Die Garnison wurde aufgelöst und die Burg entwaffnet. 
Von der Russischen Verwaltung wurde die Burg schließlich in ein Frauengefängnis umgewandelt. Federführend für den Umbau war der Architekt C.L.Engel. 
Mit der Zeit und steigender Anzahl der Insassen wurden immer mehr historische Räume für den Bedarf des Gefängnis umgewandelt. Weitere Zellen und Arbeitsräume für die Insassen sowie Unterkünfte für das Wachpersonal wurden eingerichtet. Damit verlor die Burg viel von ihrer historischen Gestalt. 
Auf dem Burghof wurde 1871 das neue Bezirksgefängnis für Hämenlinna gebaut. 
Die Nutzung der Burg als Frauengefängnis endete 1950. Danach stand die Burg selbst leer. 

## Heutige Nutzung
Ab dem Jahr 1956 wurde die Burg renoviert. Hierbei wurde das Ziel verfolgt, die mittelalterliche Burg wieder hervorzuheben. Im Jahr 1979 wurde die Burg zu einem Museum. Im Gebäude des Zentralgefängnisses ist das Historische Museum von Hämeenlinna eingerichtet.

## Varia
In einer Briefmarkenserie der finnischen Post mit Abbildungen alter finnischer Burgen wurde die Burg Häme 2014 aufgrund eines Fehlers seitenverkehrt dargestellt.